# Kamšos miškas
Kamšos miškas este o arie protejată (arie specială de conservare — SAC, sit de importanță comunitară — SCI) din Lituania întinsă pe o suprafață de 321 ha, integral pe uscat.

## Localizare
Centrul sitului Kamšos miškas este situat la coordonatele 54°53′58″N 23°48′50″E / 54.8994°N 23.8139°E.

## Înființare
Situl Kamšos miškas a fost declarat sit de importanță comunitară în ianuarie 2004 pentru a proteja 1 specie de animale. Situl a fost protejat și ca arie specială de conservare în martie 2009.

## Biodiversitate
Situată în ecoregiunea boreală, aria protejată conține 1 habitat natural: Păduri pe pante, grohotișuri și ravene de Tilio-Acerion.
La baza desemnării sitului se află o specie protejată de  nevertebrate: Cucujus cinnaberinus.